# Siegen-Solinger Gussstahl-Aktien-Verein

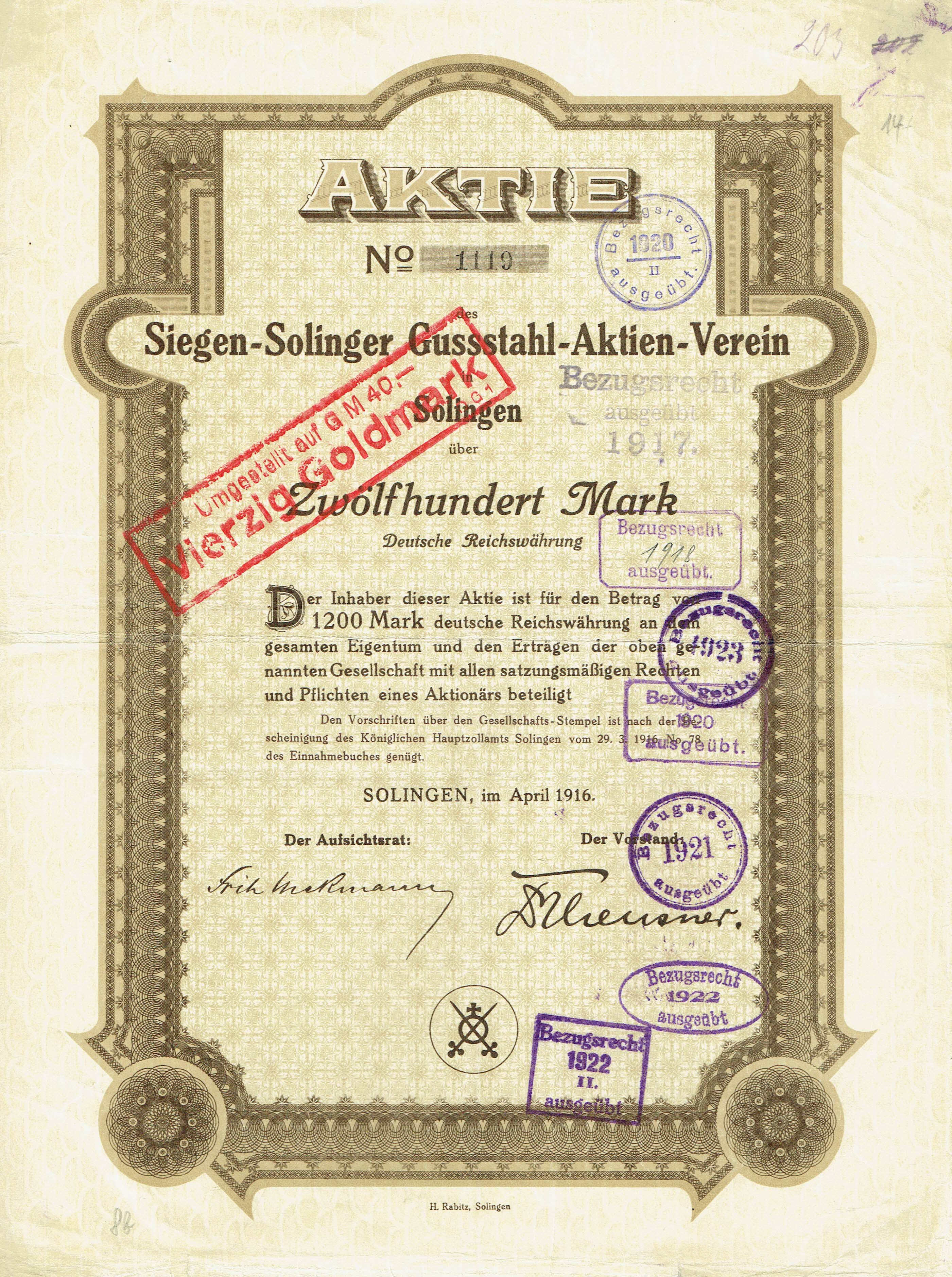
Aktie über 1200 Mark des Siegen-Solinger Gussstahl-Aktien-Vereins vom April 1916

Solinger und Siegener Industrielle gründeten am 23. Dezember 1872 den Siegen-Solinger Gußstahl-Aktien-Verein, dessen Werksanlagen in den Folgejahren am Solinger Weyersberg entstanden. Initiator war Emil Peipers. Mitglieder im Aufsichtsrat waren unter anderem Solinger Honoratioren wie Gustav Coppel und Fritz Beckmann. Die „Gußstahl-Fabrik“, wie sie kurz im Volksmund genannt wurde, erstreckte sich über das gesamte heutige Weyersberggelände vom Heidberg bis zur Friedrichstraße und Weyersberger Straße, ein Gelände von 23,5 Hektar. 4.000 Personen wurden dort 1921 beschäftigt. Technischer Direktor in den Jahren 1919 bis 1926 war Franz Kurek.
Aufgenommen wurde der Betrieb am 16. Juli 1874. Im Laufe der Jahrzehnte entwickelte sich das Werk, das zunächst Tiegelgussstahl für die Solinger und Remscheider Industrie herstellte, zu einem der bedeutendsten deutschen Edelstahlwerke. Es umfasste schließlich Stahlwerk, Stahlformgießerei, Dampfhammerwerk, vier Walzwerke, Walzendreherei, Rohrpress- und -ziehwerk, Präzisionsstangen- und Drahtzieherei, Kaltwalzwerk, mechanische Werkstätten sowie umfangreiche notwendige Nebenbetriebe einschließlich Laboratorium. Daneben gab es einen eigenen Güterbahnhof mit ausgedehntem Gleisnetz, Lokomotiven und Waggons. Produziert wurde Gussstahl in Solingen, sowie in Frankleben, Wald (Rheinland) und Großkayna bei Merseburg, wo ein neues Elektrostahlwerk errichtet wurde. 1922 erfolgte die Übernahme der Weyersberg, Kirschbaum & Cie. (WKC), die unter anderem blanke Waffen, Motorräder, Fahrräder und Haarschneidemaschinen produzierte. Am 29. Februar 1932 musste in Folge der weltweiten Wirtschaftskrise das Konkursverfahrens eröffnet werden.
Die Werksanlagen in Solingen wurden danach demontiert, die Gebäude bis auf ein Haus an der Kotter Straße, in dem später zeitweise Polizei untergebracht war, abgebrochen. Heute stehen dort u. a. die Klingenhalle mit großer Tribünen-Sporthalle im Obergeschoss sowie darunter einem öffentlichen Schwimmbad, 2 Fußballplätze, ein Verkehrsübungsgarten für Kinder und ein kleines Baseballstadion. Der Konkurs des Siegen-Solinger Gussstahl-Aktien-Verein bewirkte auch große Veränderungen bei WKC. Der Standort Cronenberger Straße musste aufgegeben werden. Die Produktion konnte aber durch Ausgliederung einzelner Abteilungen an anderen Standorten weitergeführt werden.